# Jairo Jorge

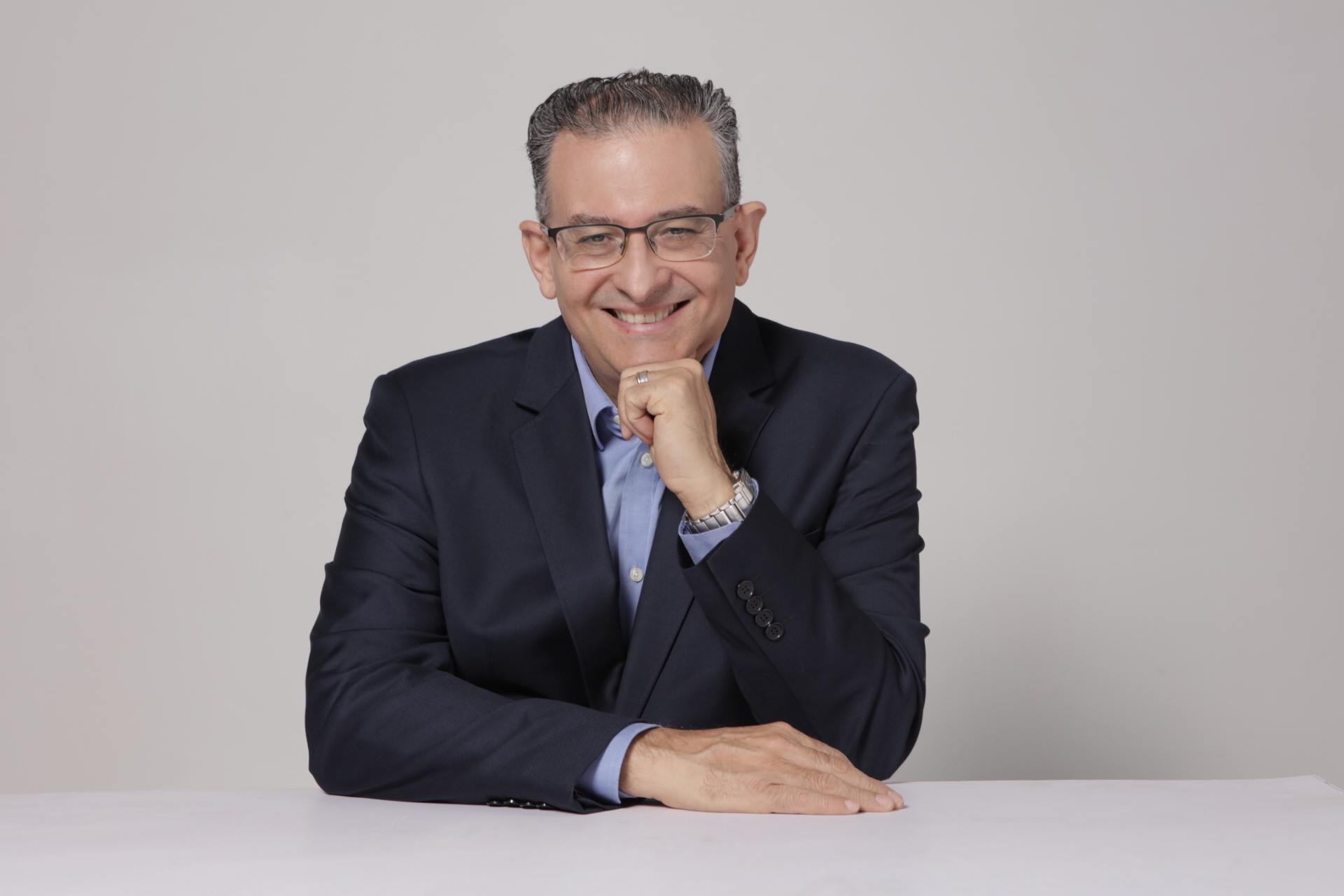

Jairo Jorge da Silva (Canoas, 9 de maio de 1963) é um jornalista e político brasileiro filiado ao Partido Social Democrático (PSD). Foi, por duas vezes, prefeito de Canoas, município da Região Metropolitana de Porto Alegre, no Rio Grande do Sul.
Jairo esteve afastado por 1 ano pela justiça da prefeitura de Canoas entre 31 de março de 2022 e 28 de março de 2023, devido a uma investigação de desvios de recursos destinados a saúde do município. Durante esse período a administração ficou a cargo de seu vice-prefeito Nedy Vargas que assumiu o cargo de prefeito em exercício do município.

## Carreira política
Em 1985, aos 22 anos, foi candidato a prefeito de Canoas pelo Partido dos Trabalhadores (PT) ficando em terceiro lugar e, no pleito seguinte, foi o vereador mais votado da sua cidade e do interior do RS para a legislatura 1989 - 1992. Também trabalhou na prefeitura de Porto Alegre com Tarso Genro, no ano de 2001, e foi ministro interino da Educação em 2004.
Em 2006 assumiu a pró-reitoria da Universidade Luterana do Brasil (ULBRA), licenciando-se do cargo pouco antes da crise na Universidade para candidatar-se a Prefeitura.
Em 2008, foi eleito prefeito de Canoas, no segundo turno, com 52,63% dos votos válidos contra 47,37% de Jurandir Maciel, que na ocasião era vice-prefeito da cidade. O mandato de Jairo, foi o primeiro mandato do PT no município.
Foi reeleito quatro anos depois, no cargo de prefeito, com 71,27% contra 15,47% da segunda colocada, Gisele Uequed. A votação foi a maior de Canoas.
Durante o segundo mandato, pesquisas de opinião revelavam que Jairo Jorge era o prefeito melhor avaliado entre as maiores cidades do Rio Grande do Sul. Seu desempenho como prefeito foi aprovado por 77,8% dos moradores de Canoas e a gestão da cidade agradava a 59,9% dos cidadãos canoenses.
Em 2016, não podendo concorrer à reeleição, indicou sua vice Beth Colombo para sucedê-lo. Beth, até então no PP migrou para o PRB para concorrer. O PT, até então partido de Jairo Jorge, indicou Mário Cardoso como vice.  Beth liderou as pesquisas, que apontavam vitória no primeiro turno, fato que não ocorreu. No primeiro turno, a republicana obteve 45,79% contra 37,3% de Luiz Carlos Busato (PTB). No segundo turno, Busato virou a eleição e foi eleito prefeito de Canoas, vencendo por 51,25% contra 48,75% de Beth Colombo.
Após não eleger sua sucessora, Jorge anunciou sua desfiliação do Partido dos Trabalhadores. Ele fora muito criticado por, durante as eleições, não defender candidatura própria do PT no município.[carece de fontes?]
No mesmo ano, anunciou sua filiação ao Partido Democrático Trabalhista (PDT). O partido anunciou Jairo Jorge como pré-candidato da legenda ao Governo do Rio Grande do Sul. Jairo concorreu ao Palácio Piratini nas eleições de 2018.
Após deixar a prefeitura de Canoas, Jairo Jorge iniciou uma série de visitas em cidades do Rio Grande do Sul, em sua pré-campanha a governador do Estado.
Jairo Jorge retomou sua carreira jornalística em 2017, no comando do programa Domínio Público, exibido pela TV Urbana nos domingos à noite. No programa, Jairo Jorge entrevista personalidades e media debates sobre Educação, Inovação e o Futuro do Rio Grande do Sul.
Trabalhou com Tarso Genro na prefeitura de Porto Alegre quando o petista assumiu a liderança do Executivo, em 2001. Também em 2007, o nome de Jairo foi citado por Alexandrino Oliveira, ex-diretor da Odebrecht (atual Novonor), no âmbito da operação Lava-Jato, como tendo recebido R$ 450 mil de caixa dois para as campanhas de 2008 e 2012. O Ministério Público Federal (MPF) no Rio Grande do Sul solicitou à Polícia Federal abertura de inquérito com base na delação. Em sua defesa, Jairo disse que todos os valores foram recebidos de forma legal pela direção nacional do PT e constam nas prestações de contas dos respectivos anos. E que das 835 obras realizadas durante as gestões dele, nenhuma foi executada pela Odebrecht.
Em 2019, Jairo anunciou a sua desfiliação do PDT, com o pretexto de que o partido faz parte do governo de Luiz Carlos Busato, seu concorrente político em Canoas. Além disso, no mesmo ano, ele anunciou sua pré-candidatura à prefeitura de Canoas para a eleição de 2020.
Em 2020 se candidatou pelo PSD para a prefeitura de Canoas, concorrendo com Luiz Carlos Busato no segundo turno. No dia 29 de novembro de 2020, Jairo Jorge foi eleito prefeito de Canoas, juntamente com o seu vice, Doutor Nedy. Jairo retorna a prefeitura de Canoas após quatro anos afastado para iniciar um terceiro mandato no município com o objetivo de enfrentar a crise vivida pela cidade durante a pandemia de COVID-19.
Após ter sido afastado por duas ocasiões e ter retornado ao cargo, Jairo Jorge candidatou-se pelo PSD visando a reeleição nas eleições municipais de 2024. Com fortes críticas populares por supostas irregularidades na atuação contra a grande enchente do Rio Grande do Sul que ocorreu no mesmo ano, Jairo Jorge acabou derrotado por Airton Souza, candidato do PL, por 52,12% a 47,88% dos votos válidos. Uma diferença de pouco mais de 6 mil votos. 

### Afastamento
No dia 31 de março de 2022, Jairo Jorge foi afastado por determinação judicial da 4ª Câmara Criminal do TJRS. Ele também foi condenado a três meses de detenção com substituição pelo pagamento de multa, pelo uso indevido de recursos do Fundo Nacional de Saúde no Hospital de Pronto Socorro da cidade. Após quase um ano afastado, em 28 de março de 2023 a determinação de seu afastamento perdeu validade, possibilitando o retorno ao cargo. 